# Clemens August von Galen
Pour les articles homonymes, voir Von Galen.
Le bienheureux Clemens August, Comte (Graf) von Galen, né le 16 mars 1878 au château de Dinklage (Grand-duché d'Oldenbourg, Empire allemand) et mort le 22 mars 1946 à Münster (Allemagne), est un prêtre catholique allemand, évêque du diocèse de Münster en Allemagne de 1933 à 1946 et cardinal de l'Église catholique.
Surnommé le Lion de Münster, il s'est distingué pendant le Troisième Reich et la Seconde Guerre mondiale en menant l'opposition catholique aux euthanasies de masse de personnes handicapées commises par le régime hitlérien et en dénonçant les abus de la Gestapo ainsi que la persécution de l'Église. Créé cardinal en 1946 par le pape Pie XII en reconnaissance de son attitude pendant cette période, il est déclaré bienheureux par le pape Benoît XVI le 9 octobre 2005. Il est fêté le 22 mars.

## Biographie

### Famille, jeunesse et formation
Clemens von Galen appartient à l'une des plus anciennes et distinguées des familles nobles de Westphalie. Il est né le 16 mars 1878 au sud du grand-duché d'Oldenbourg, au château de Dinklage, aujourd'hui situé en Basse-Saxe sous le règne du grand-duc Pierre II d'Oldenbourg. Le nom des von Galen a été longtemps associé à l'histoire de la région. La famille s'y était établie dès 1667 quand Christoph Bernhard von Galen fut nommé premier évêque de Münster après avoir vaincu les anabaptistes.
La famille est bien en cour auprès des différents papes.
Clemens von Galen est le fils du comte Ferdinand Heribert von Galen, membre du parlement impérial allemand issu du Zentrum catholique, camérier secret du pape et d'Elisabeth von Spee. Il est le cousin de sœur Marie du Divin Cœur. Son frère Wilhelm Emanuel entre chez les Bénédictins sous le nom de frère Augustinus von Galen.
Jusqu'en 1890, Clemens von Galen et son frère Franz sont éduqués au château par des précepteurs. Puis, Clemens August rejoint le Collège jésuite Stella Matutina, à Feldkirch, en Autriche, près de la frontière Suisse et le Liechtenstein. En effet, les Jésuites n'avaient pas droit de cité à Münster, à cette époque, preuve de l'impact encore visible du Kulturkampf, ce qui oblige Clemens August à quitter sa famille et son pays pour recevoir une éducation jésuite. Il n'est pas un élève docile, selon le supérieur jésuite qui écrit à ses parents : « L'infaillibilité est le principal problème de Clemens qui, dans aucune circonstance, n'admettra qu'il pourrait avoir tort. Ce sont toujours ses professeurs et éducateurs qui ont tort. »
Comme la Prusse ne reconnaît pas le collège Stella Matutina, Clemens passe les dernières années de ses études secondaires non loin de chez lui. En 1894, il retourne chez ses parents et est inscrit à l'école publique de Vechta. En 1896, Clemens et Franz passent les examens qui leur permettent de s'inscrire à l'université. Dans le livre de classe, ses camarades écrivent : « Clemens ne fait pas l'amour et ne boit pas, il n'aime pas les illusions mondaines. » En 1896, il se rend en Suisse pour étudier à l'université catholique de Fribourg, fondée en 1886 par les Dominicains, où il découvre les œuvres de Thomas d'Aquin.
En 1897, il commence à étudier une variété de disciplines dont la littérature, l'histoire et la philosophie. À la suite du premier semestre passé à Fribourg, Clemens se rend à Rome pour trois mois. À la fin de sa visite, il décide de devenir prêtre mais hésite encore entre l'ordre de Saint-Benoît et la compagnie de Jésus. En 1899, il rencontre le pape Léon XIII lors d'une audience privée. Il étudie à la faculté de théologie d'Innsbruck, fondée en 1669 par les Jésuites, où l'accent est mis sur la philosophie scolastique au détriment des nouvelles idées. En 1903, Clemens von Galen quitte Innsbruck pour entrer au séminaire de Münster et il est ordonné prêtre le 28 mai 1904.

### Premières années de prêtrise
Après une brève période comme vicaire capitulaire à Münster, avec son oncle Maximilian Gereon von Galen (de), évêque auxiliaire de Münster, il fut nommé en 1906 chapelain de l’église Saint-Matthias à Berlin, où il devient l'ami proche du nonce apostolique Eugenio Pacelli, futur pape Pie XII. Il exerça ses activités pastorales dans la capitale du royaume de Prusse et de l'Empire allemand, puis pendant la Première Guerre mondiale et sous la république de Weimar. Il se montre alors très hostile aux valeurs libérales de la République de Weimar et s'oppose à l'individualisme, au socialisme et à la démocratie.
En 1929, il devient prêtre de l'église Saint-Lambert de Münster (de) où il se fait remarquer par son conservatisme politique. Vigoureux patriote allemand, il juge injuste le Traité de Versailles et considère que le bolchevisme représente une menace pour l'Allemagne et l'Église. Il expose son opposition à la modernité dans son livre Die Pest des Laizismus und ihre Erscheinungsformen (Le fléau du laïcisme et ses formes d'expression), publié en 1932.

### Évêque de Münster

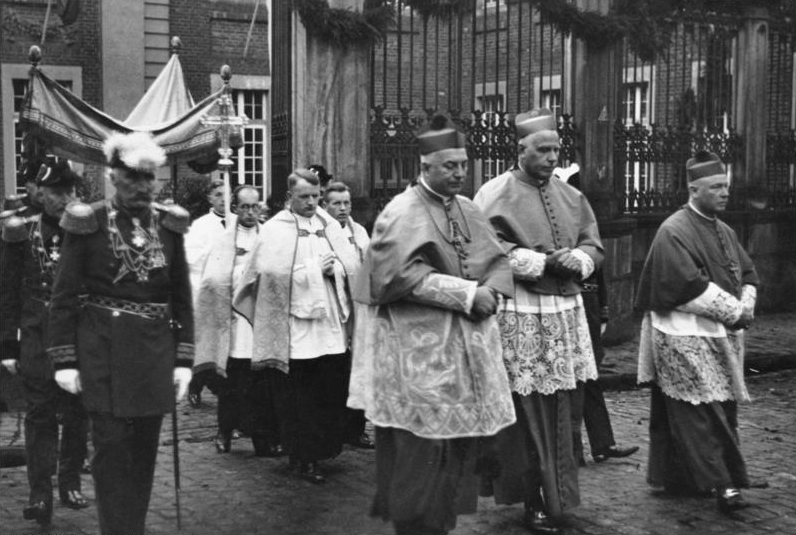
Consécration comme évêque de von Galen (au milieu) en 1933

Il est consacré évêque de Münster le 28 octobre 1933 par Karl Joseph Schulte avec comme co-consécrateurs Wilhelm Berning (de) et Franz Rudolf Bornewasser (de). Il fut le premier évêque allemand à entrer en fonction selon le nouveau concordat du 20 juillet 1933, le « Reichskonkordat ». Il devait alors promettre selon la formule suivante: « Par Dieu et par les Saints-Évangiles, je jure et promets, autant qu'il est permis à un évêque, fidélité à l'Empire Allemand et à l'État Prussien. Je jure et promets de respecter le gouvernement constitué selon la constitution, et de le faire respecter par mon clergé. » Cette promesse de fidélité est toujours d'usage actuellement, la République fédérale d'Allemagne à la place du Reich, et l'État de Rhénanie-du-Nord-Westphalie à la place de l'État de Prusse. Cependant, peu après sa consécration épiscopale, il fit à Xanten une homélie qui présenta comme d'actualité le martyre.
Bien qu'étant un nationaliste fervent et soutenant certains objectifs patriotiques du gouvernement national-socialiste, von Galen se fit le critique de la politique du gouvernement de Hitler dès 1934. Dans une lettre pastorale du 29 janvier 1934, il s'opposa à l'idéologie raciste et condamna le culte nazi de la race. Il assuma la responsabilité de la publication d'une série d'essais critiquant les thèses de l'idéologue nazi Alfred Rosenberg et défendant les enseignements de l'Église catholique.
Il participa, en 1937, avec le cardinal-archevêque de Munich Michael von Faulhaber et l'évêque de Berlin Konrad von Preysing, à la rédaction de l'encyclique antinazie du pape Pie XI, Mit brennender Sorge.

### Pendant la guerre
En 1941, il reçut le surnom de « Lion de Münster » et acquit une réputation de principal opposant de l'Église d'Allemagne au Troisième Reich, à la suite d'une série de sermons contre l'euthanasie des invalides, contre les attaques à l'encontre de l'Église et contre les droits de l'Homme.
Il s'opposa ainsi à l'euthanasie des personnes handicapées, organisée dans le cadre du programme Aktion T4. Le 3 août 1941, alors que l'Allemagne nazie s'engage dans une nouvelle campagne militaire, il déclare dans son sermon :
« C'est une doctrine effrayante que celle qui cherche à justifier le meurtre d'innocents, qui autorise l'extermination de ceux qui ne sont plus capables de travailler, les infirmes, de ceux qui ont sombré dans la sénilité… N'a-t-on le droit de vivre qu'aussi longtemps que nous sommes productifs ? ». L'euthanasie avait déjà été fermement condamnée par Pie XII le 15 décembre 1940, et en Allemagne le 9 mars 1941, l'évêque catholique de Berlin, Konrad von Preysing, dénonçait en chaire de vérité les meurtres baptisés « euthanasies ».
Ce sermon de Galen eut un grand retentissement : des copies en étaient distribuées jusque parmi les soldats de la ligne de front de guerre.
Les autorités nazies voulaient l’arrêter et le mettre à mort mais, craignant la réaction de la population catholique de Münster, elles s'en prirent plutôt à 24 membres du clergé séculier et 18 religieux. Les 42 ecclésiastiques furent internés dans des camps de concentration, 10 d'entre eux y périrent. Néanmoins, Hitler renonça au programme Aktion T4.
Néanmoins, dans un sermon du 15 mars 1942 il glorifie les sacrifices des jeunes Allemands sur le front de l'Est, décrivant ceux qui y sont tombés comme aspirant à « conquérir le bolchevisme en reprenant le cri de guerre « Dieu le veut » comme les sauveurs franquistes de l'Europe. Ils sont morts pour l'Europe pour dériver la vague rouge et construire un mur protecteur pour l'Europe occidentale toute entière ».

### Difficile après-guerre
Dans les mois difficiles de l’après-guerre, il s’opposa quand il le fallait aux autorités d’occupation, particulièrement lorsqu'il s'agissait d’éviter que des injustices fussent commises.
Le 18 février 1946, le pape Pie XII, qui avait connu Clemens von Galen lorsqu'il était nonce en Allemagne, le créa cardinal au titre cardinalice de San Bernardo alle Terme pour sa conduite courageuse durant la période nazie. La Basilique Saint-Pierre bondée de fidèles l’acclama comme « Le Lion de Münster ».
Le 16 mars 1946, le cardinal von Galen, de retour à Münster fut accueilli par une foule enthousiaste. Devant les ruines de sa cathédrale, il donna son dernier discours. Le jour suivant, il tomba malade et mourut le 22 mars 1946 à l'âge de 68 ans. Il fut enterré dans la Ludgeruskapelle de sa cathédrale en ruines.

## Souvenir et reconnaissance
Le 20 décembre 2004, un miracle dû à son intercession est reconnu.
Le pape Benoît XVI a approuvé sa béatification, à Rome, le 9 octobre 2005. Le pape a salué en lui un « opposant intrépide au régime nazi » qui, « au nom de Dieu, dénonça l’idéologie néo-païenne du national-socialisme, en défendant la liberté de l'Église et des droits de l’homme qui étaient gravement violés, en protégeant les juifs et les personnes les plus faibles, que le régime considérait comme des rebuts à éliminer ».
Il est commémoré le 22 mars selon le Martyrologe romain.

## Succession apostolique
Clemens August von Galen a ordonné les évêques suivants :
- Évêque Heinrich Roleff (de) (1936)
- Archevêque Heinrich Wienken (de) (1937)